# Karl Heinz Dötz
Karl Heinz Dötz (* 1. September 1943 in München) ist ein deutscher Chemiker.
Dötz wurde 1971 bei Ernst Otto Fischer an der TU München promoviert (Dissertation: Synthese von Cyclopropanderivaten mit Hilfe von Übergangsmetallcarbonyl-carben-Komplexen sowie deren Reaktivität gegenüber Alkanen, Silanen und Alkoholen) und habilitierte sich dort 1980. Ab 1986 war er Professor für Metallorganische Chemie an der Universität Marburg. 1992 wurde er Professor für Organische Chemie an der Universität Bonn. 2009 ging er in den Ruhestand.
1983 war er Gastprofessor an der Princeton University, 1990 am Nationalen Chemischen Labor in Pune und 1999 an der Universität Paris VI (Pierre et Marie Curie).
Er befasst sich mit Metallorganischer Chemie. Nach ihm ist die Dötz-Reaktion benannt. In jüngerer Zeit befasste er sich mit seiner Arbeitsgruppe mit haptotropen Wanderungen (Wanderung von metallorganischen Gruppen in organischen Ringsystemen von einem Ring zu einem benachbarten nicht gleichartigen Ring mit möglicher Anwendung als Schalter) und mit metallorganischen Gelatoren, die organische Lösungsmittel immobilisieren durch Bildung verzweigter supramolekularer Netzwerke.
Er hielt die Victor Grignard - Georg Wittig Vorlesung der Gesellschaft Deutscher Chemiker und der französischen chemischen Gesellschaft.

## Schriften (Auswahl)
- Herausgeber: Metal Carbenes in Organic Synthesis (= Topics in Organometallic Chemistry, Band 13). Springer 2004
- Herausgeber mit Christoph A. Schalley, Fritz Vögtle: Templates in Chemistry II, Springer 2005
- Herausgeber mit Reinhard W. Hoffman: Organic synthesis via organometallics : proceedings of the third symposium in Marburg, July 11 to 14, 1990, Vieweg 1991
- Herausgeber: Transition metal carbene complexes : dedicated to Professor Dr. E. O. Fischer on the occasion of his 65th birthday, Verlag Chemie 1983
- mit Ana Minatti: Fischer-type carbene complexes, in: Transition Metals for Organic Synthesis, 2. Auflage, 2004, S. 397–425.
- mit Holger C. Jahr: Tunable haptotropic metal migration in fused arenes: Towards organometallic switches,  Chemical Record, 4 (2), 2004, S.  61–71.
- mit P. Tomuschat: Annulation reactions of chromium carbene complexes, Chemical Society Reviews, Band 28, 1999, S. 187–198
- mit Thorsten Klawonn und anderen: A tailored organometallic gelator with enhanced amphiphilic character and structural diversity of gelation, Chemical Communications, Band 19, 2007, S. 1894–1895

Er ist Autor und Ko-Autor einer langen Reihe von Arbeiten Reactions of complex ligands.